# Clephydroneura annulatus
Clephydroneura annulatus là một loài ruồi trong họ Asilidae. Clephydroneura annulatus được Fabricius miêu tả khoa học vào năm 1775.